# Eldonia kayaensis
Eldonia kayaensis är en spindelart som först beskrevs av Paik 1965.  Eldonia kayaensis ingår i släktet Eldonia och familjen täckvävarspindlar. Inga underarter finns listade i Catalogue of Life.